# Kremenyivka
Kremenyivka (ukrán betűkkel: Кременівка), korábban  Cserdakli (Чердакли) falu Ukrajnában, a Donecki terület Mariupoli járásában. Kalcsik községhez tartozik. Lakossága a 2001-es népszámlálás idején 1207 fő volt. A település közelében található a Cserdakli természetvédelmi terület.

## Története
A települést az 1780-ban a Krímből Ukrajna Azovi-tengermellékére elköltöztetett pontoszi görögök hozták létre Cserdakli néven. Az átköltözés során többnyire megtartották a Krímben lévő településeik nevét, így az új falu is a régi krími településük nevét kapta. Az új településre a krími Karakuba, Cserdakli és Baj-Szu falvakban élők költöztek.
A falu eddig két alkalommal (1993-ban és 2001-ben) adott helyet az azovi görögök kétévente megrendezett Mega Jorti nevű kulturális fesztiváljának.

## Ismert emberek
Ott született:
- Konsztantyin Fjodorovics Cselpan gépészmérnök, a Harkovi Mozdonygyár tervezőirodájának vezetője, a V–2 dízelmotor főkonstruktőre.

## Külső hivatkozások
- Kremenyivka az Ukrán Legfelsőbb Tanács közigazgatási adatbázisában (ukránul)[halott link]